# Korunovace panovníků Svaté říše římské

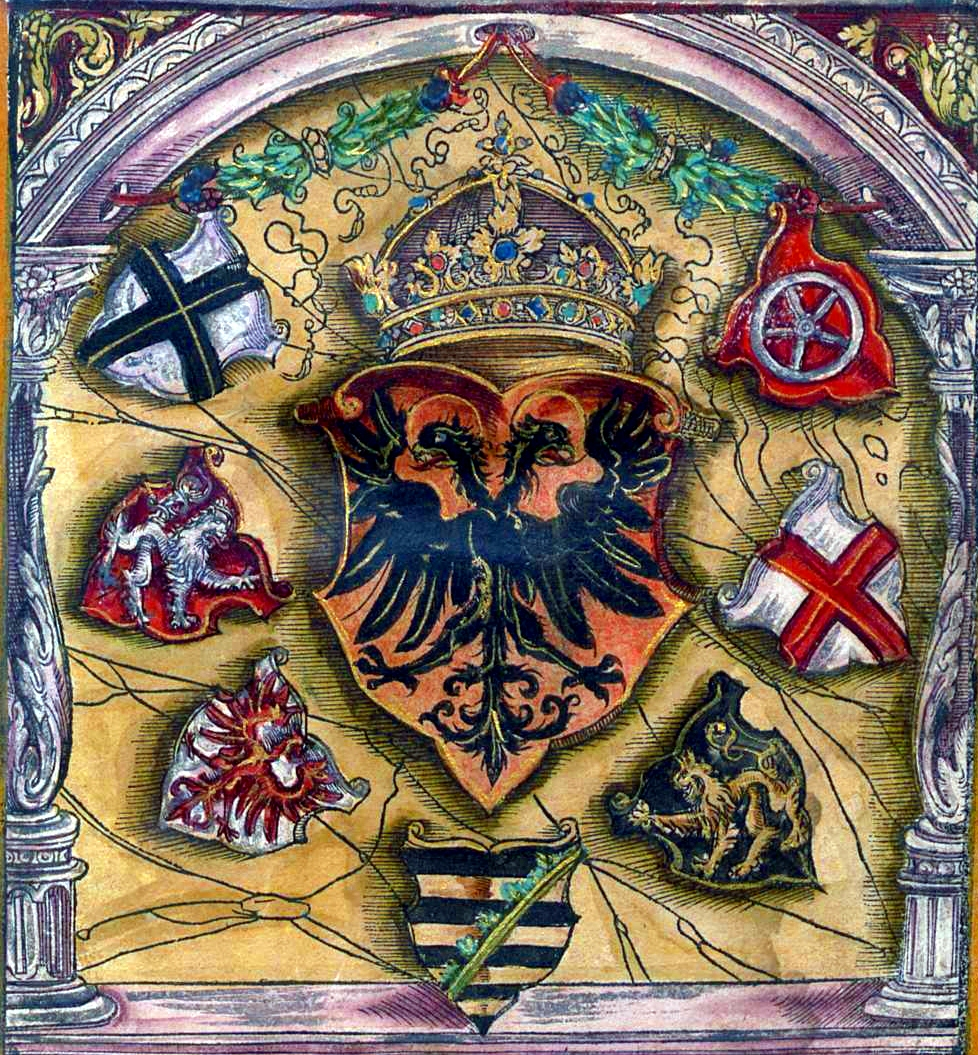
Znak císaře a kurfiřtů Svaté říše římské z roku 1545

Korunovace panovníků Svaté říše římské, tj. římských králů, císařů a jejich manželek, probíhaly po celou dobu existence Svaté říše římské. Prvním panovníkem, kterého papež (sv. Lev III.) korunoval na císaře, byl Karel Veliký v roce 800. Za prvního vládce Svaté říše římské je nicméně považován až císař Ota I., korunovaný roku 962. Poslední korunovace římského císaře se odehrála v roce 1792, kdy byl korunován František II. Rakouský.

## Korunovace
Tradičním místem korunovací římských králů ve středověku byly Cáchy. Na císaře byli římští králové tradičně korunováni papežem v Římě. V roce 1508 se za souhlasu papeže poprvé začal titulovat jako zvolený římský císař na císaře nekorunovaný římský král Maxmilián I. Habsburský. Všichni jeho nástupci pak užívali tohoto titulu už od své korunovace na římského krále, případně od faktického nástupu na trůn. Od té doby tedy císařové podstupovali pouze jedinou korunovaci, obvykle ve Frankfurtu nad Mohanem, po níž se rovnou titulovali jako zvolení římští císařové. Ještě v roce 1530 se však volený římský císař Karel V. nechal papežem korunovat na císaře, čímž se stal vůbec posledním korunovaným císařem Svaté říše římské.
Korunovaci na římského krále předcházela volba, uskutečněná říšskými kurfiřty. Od volby až po korunovaci nesla nově zvolená hlava říše titul římského krále. Teprve po korunovaci (případně po faktickém nástupu na trůn, tj. po skonu předchozího císaře) příslušel novému panovníkovi titul římského císaře. Během korunovačního obřadu byly užívány říšské korunovační klenoty. Po korunovaci se obvykle slavila korunovační hostina.
Korunovace manželek císařů nebyly pravidlem. Například v 16. století se nekonala žádná taková korunovace. Korunovací Marie Amálie Habsburské roku 1742 chtěl její manžel, bavorský kurfiřt a císař Karel VII. Albrecht, v dobách zápasu o dědictví rakouské demonstrovat přenesení císařského důstojenství z habsburské dynastie na Wittelsbachy, a tak posílit svůj nárok na císařskou korunu i na habsburské dědictví.

## Seznam korunovací

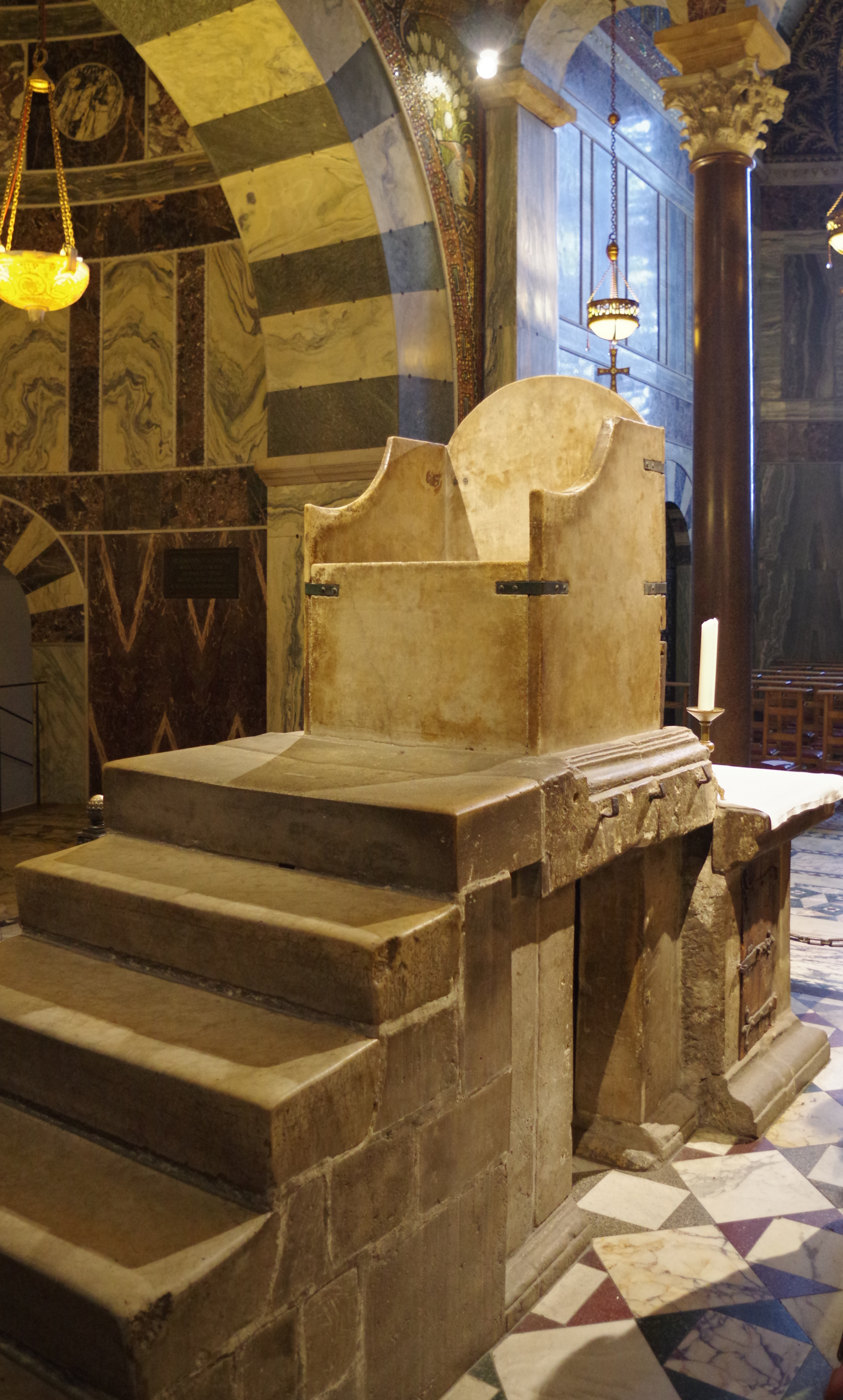
Královský trůn Karla Velikého v katedrále Panny Marie v Cáchách. Od roku 936 až do poslední cášské korunovace v roce 1531 na něj po své korunovaci usedlo celkem 30 římskoněmeckých králů.

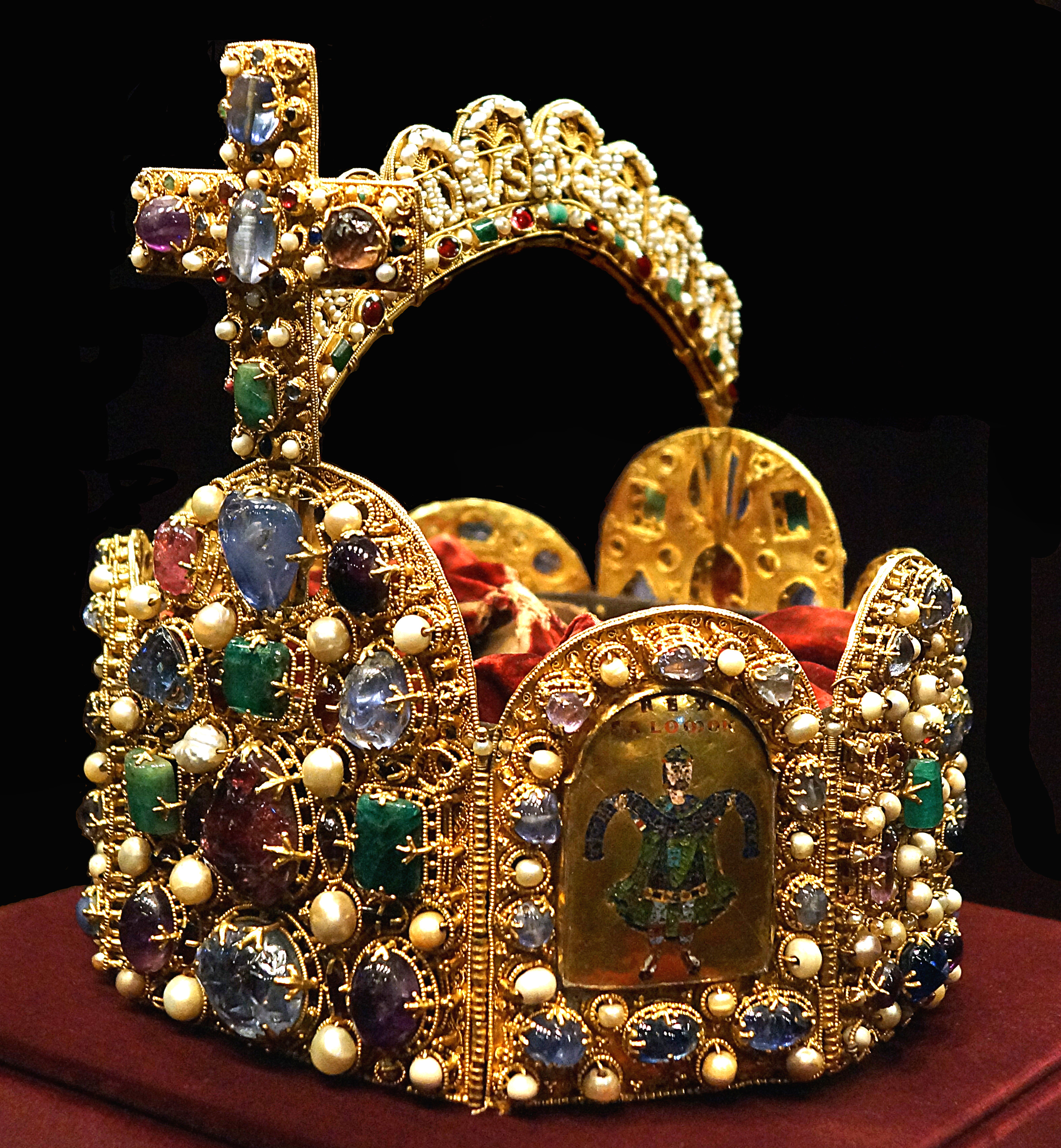
Císařská koruna, kterou bývali římští císaři často korunováni

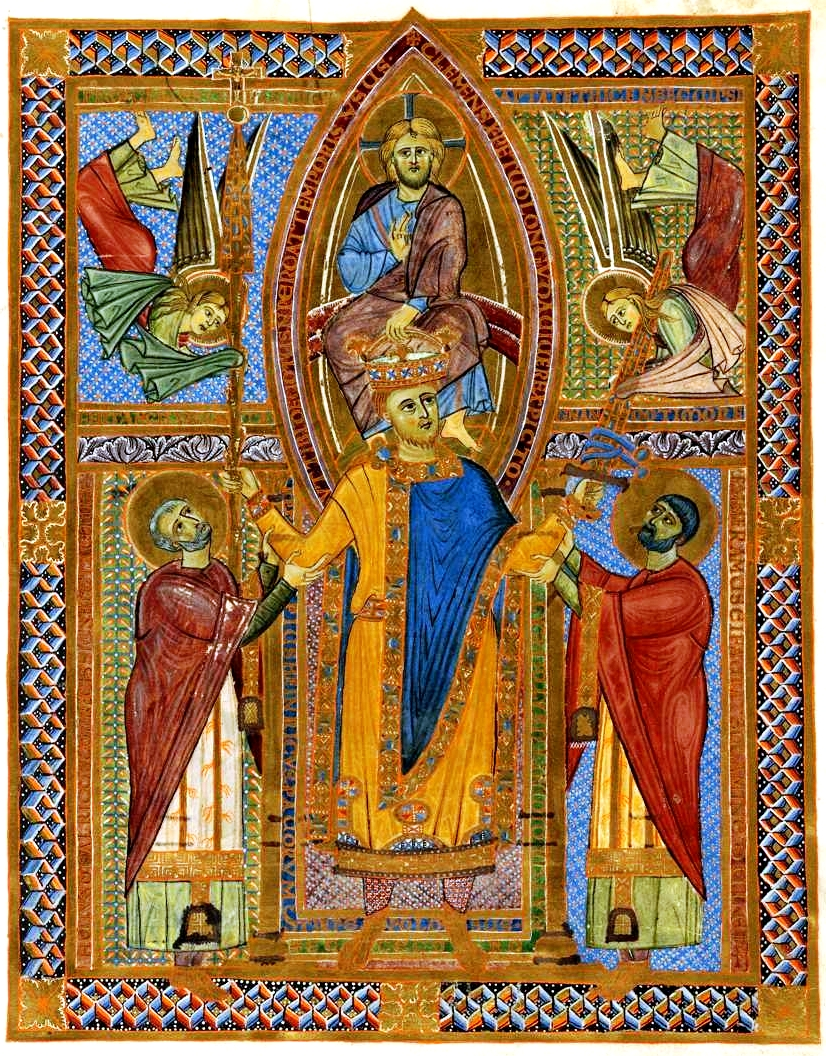
Kristus korunuje císaře Jindřicha II.

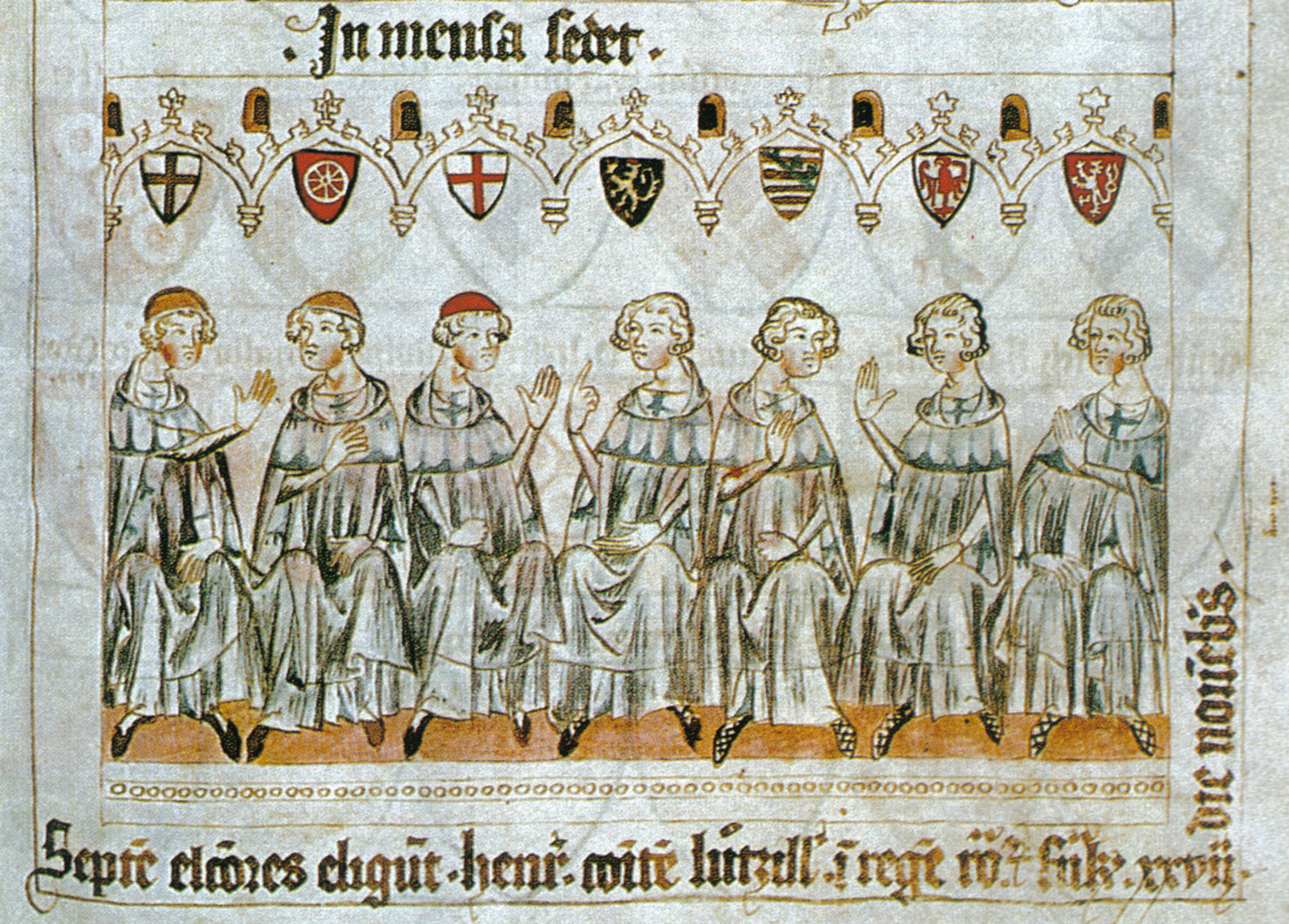
Kurfiřti volí císaře Jindřicha VII. Lucemburského

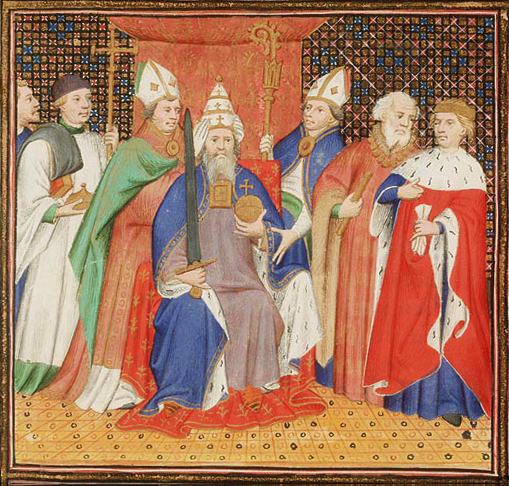
Zobrazení císařské korunovace z počátku 15. století

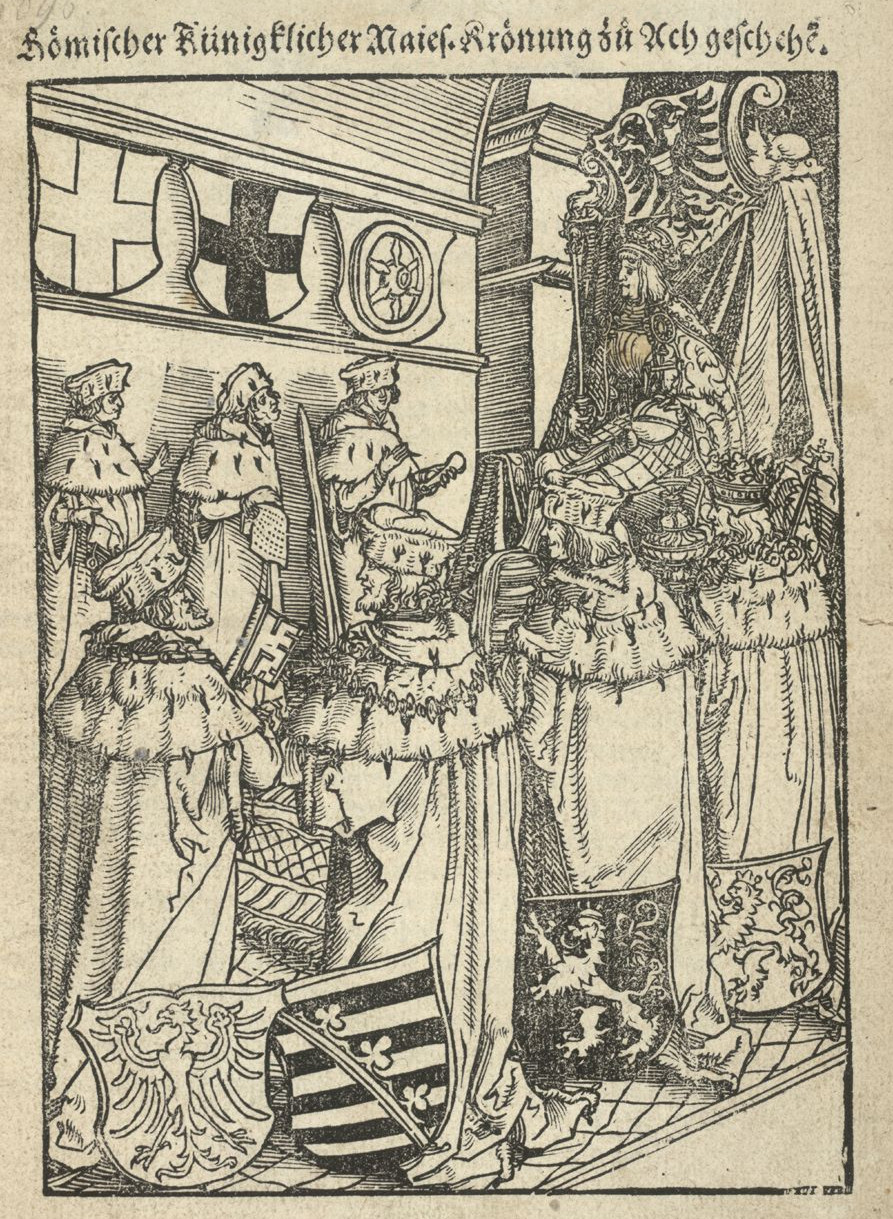
Korunovaný Karel V. s kurfiřty

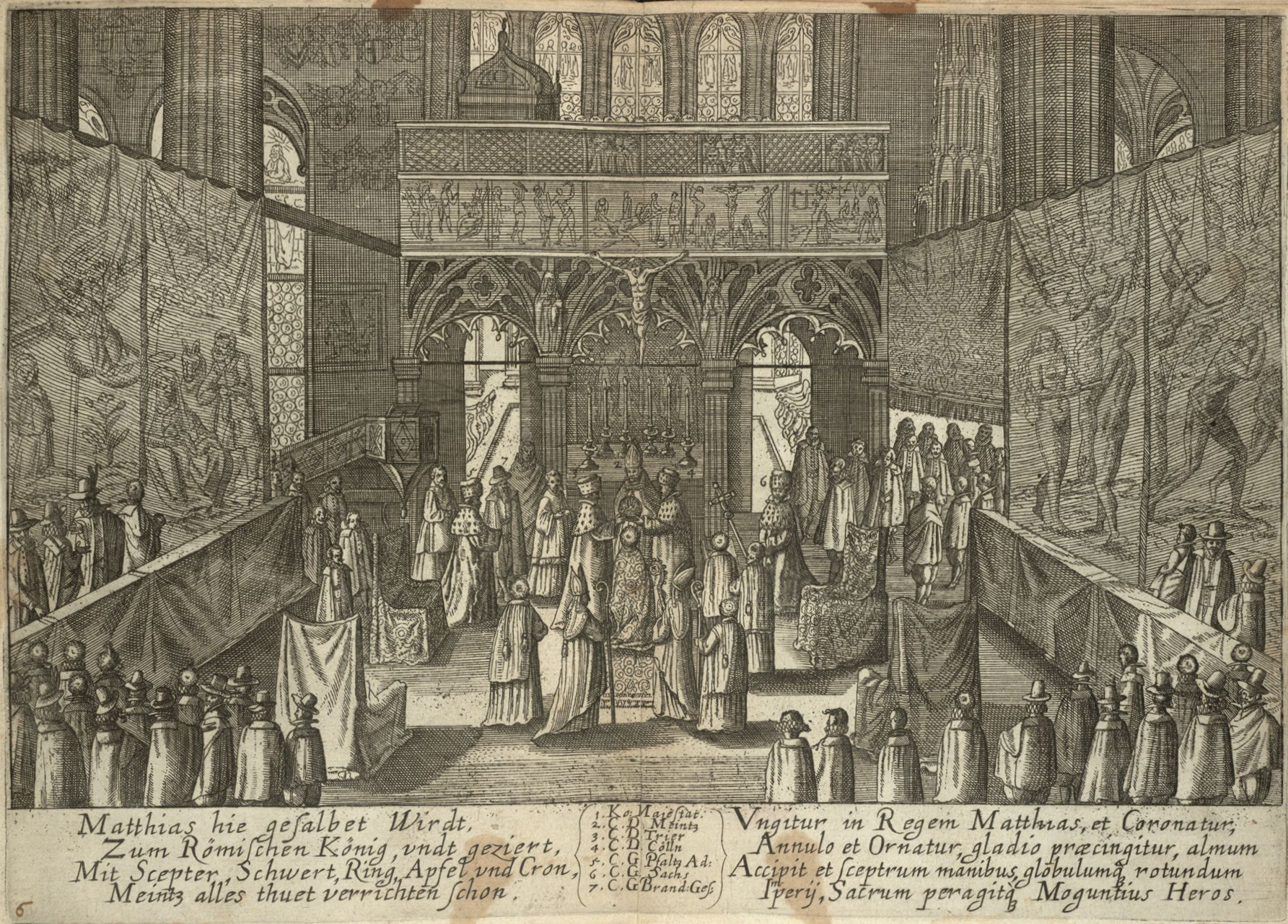
Korunovace císaře Matyáše v roce 1612

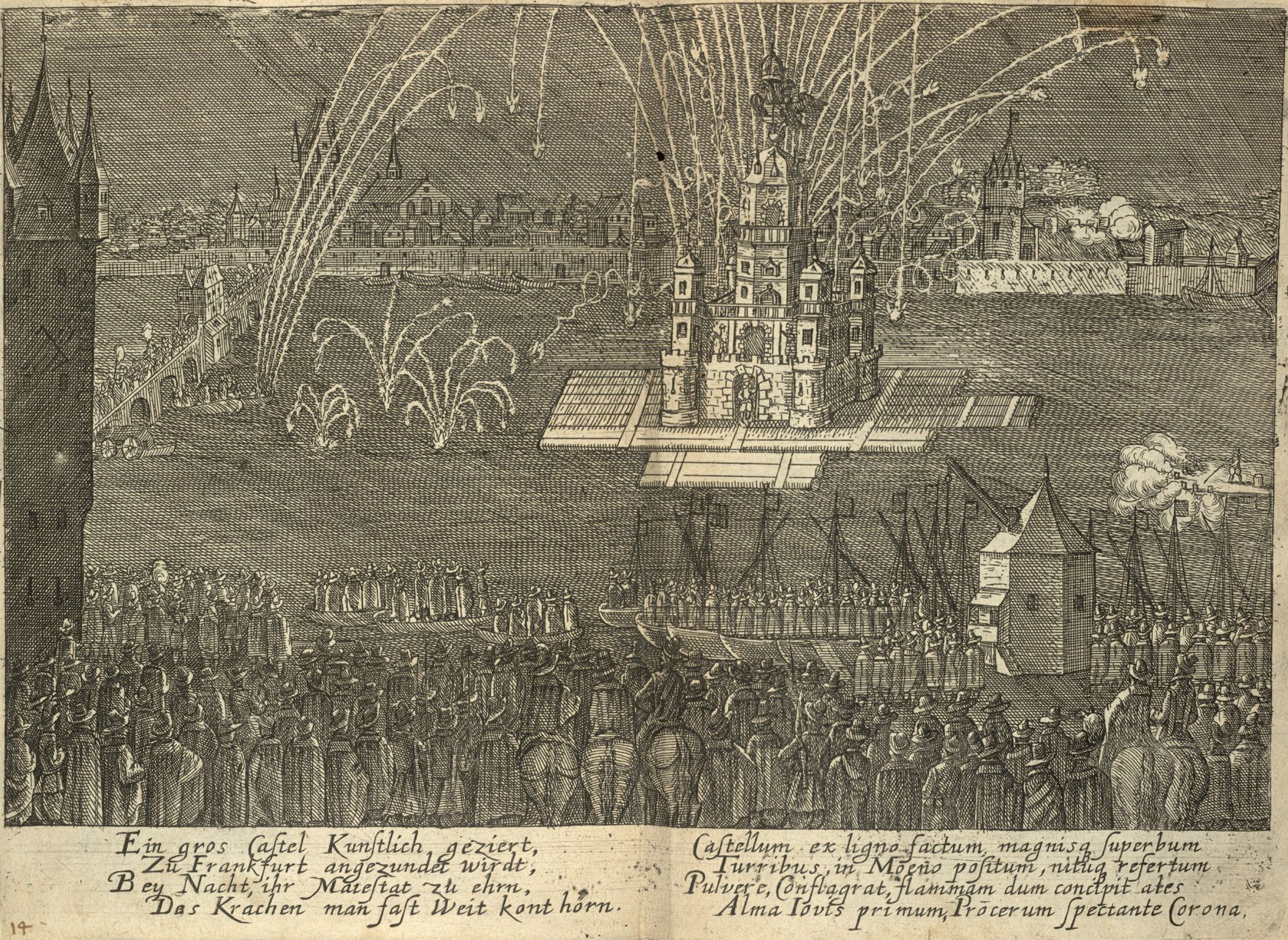
Ohňostroj během korunovačních slavností ve Frankfurtu v roce 1612

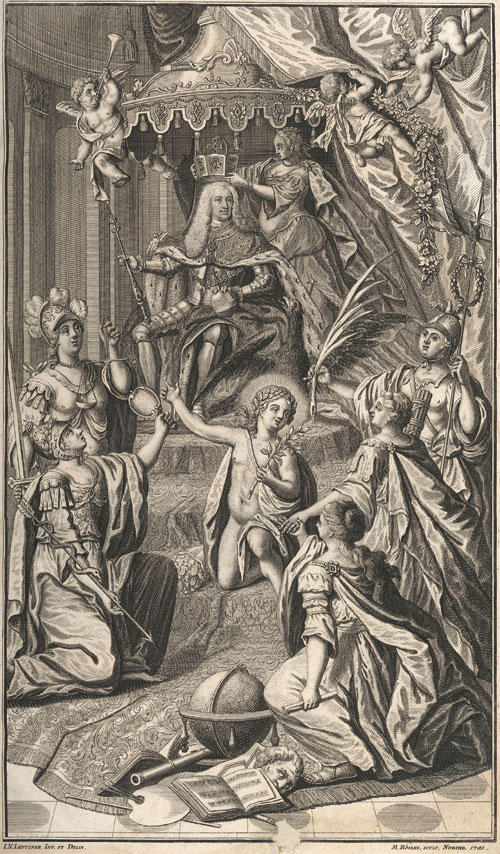
Alegorie oslavující korunovaci Karla VII. v roce 1742

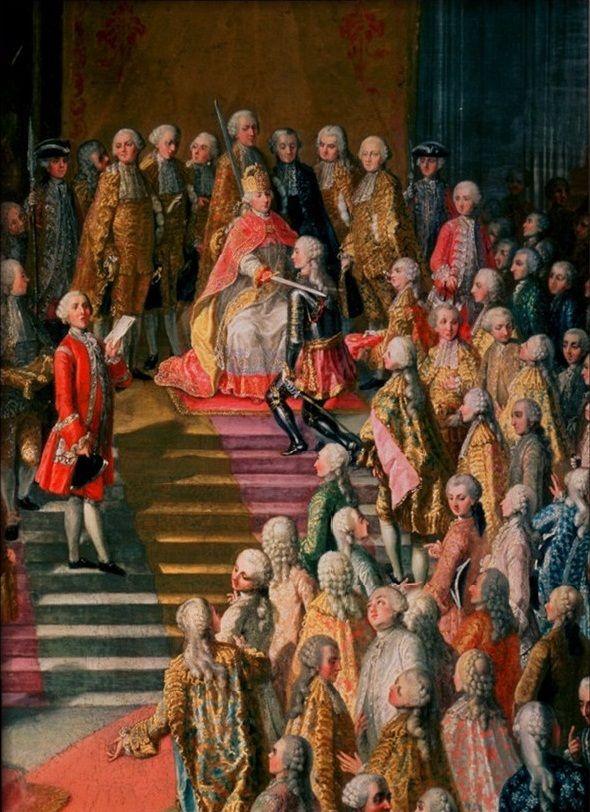
Josef II. pasuje na závěr korunovačního obřadu rytíře

Tento seznam nemusí být zcela kompletní, zejména co se týče korunovací císařoven. Pomozte Wikipedii tím, že jej vhodně rozšíříte.
| Status     | Panovník                                                    | Datum              | Místo                 | Koronátor                                   |
| ---------- | ----------------------------------------------------------- | ------------------ | --------------------- | ------------------------------------------- |
| Král       | Ota I.                                                      | 7. srpna 936       | Cáchy                 |                                             |
| Královna   | Edita Anglická manželka Oty I.                              | 7. srpna 936       | Cáchy                 |                                             |
| Císař      | Ota I.                                                      | 2. února 962       | Řím                   | papež Jan XII.                              |
| Král       | Ota II.                                                     | 961                | Cáchy                 |                                             |
| Císař      | Ota II.                                                     | 25. prosince 967   | Řím                   | papež Jan XIII.                             |
| Král       | Ota III.                                                    | 983                | Cáchy                 |                                             |
| Císař      | Ota III.                                                    | 21. května 996     | Řím                   | papež Řehoř V.                              |
| Král       | Jindřich II.                                                | 1002               | Cáchy                 |                                             |
| Císař      | Jindřich II.                                                | 14. února 1014     | Řím                   | papež Benedikt VIII.                        |
| Král       | Konrád II.                                                  | 1024               | Mohuč                 |                                             |
| Císař      | Konrád II.                                                  | 26. března 1027    | Řím                   | papež Jan XIX.                              |
| Král       | Jindřich III.                                               | 1028               | Cáchy                 |                                             |
| Císař      | Jindřich III.                                               | 25. prosince 1046  | Řím                   | papež Klement II.                           |
| Král       | Jindřich IV.                                                | 1054               | Cáchy                 |                                             |
| Císař      | Jindřich IV.                                                | 31. března 1084    | Řím                   | vzdoropapež Klement III.                    |
| Král       | Jindřich V.                                                 | 1099               | Cáchy                 |                                             |
| Císař      | Jindřich V.                                                 | 13. dubna 1111     | Řím                   | papež Paschal II.                           |
| Král       | Lothar III.                                                 | 1125               | Cáchy                 |                                             |
| Císař      | Lothar III.                                                 | 4. června 1133     | Řím                   | papež Inocenc II.                           |
| Král       | Konrád III.                                                 | 1138               | Cáchy                 |                                             |
| Král       | Fridrich I. Barbarossa                                      | 1152               | Cáchy                 |                                             |
| Císař      | Fridrich I. Barbarossa                                      | 18. června 1155    | Řím                   | papež Hadrián IV.                           |
| Král       | Jindřich VI.                                                | 1169               | Cáchy                 |                                             |
| Císař      | Jindřich VI.                                                | 14. dubna 1191     | Řím                   | papež Celestýn III.                         |
| Král       | Ota IV. Brunšvický                                          | 1198               | Cáchy                 |                                             |
| Král       | Filip Švábský                                               | 8. září 1198       | Mohuč                 |                                             |
| Král       | Filip Švábský                                               | 6. ledna 1205      | Cáchy                 | kolínský arcibiskup                         |
| Královna   | Irena Angelovna manželka Filipa Švábského                   | 6. ledna 1205      | Cáchy                 |                                             |
| Císař      | Ota IV.                                                     | 4. října 1209      | Řím                   | papež Inocenc III.                          |
| Král       | Fridrich II.                                                | 9. prosince 1212   | Mohuč                 | mohučský arcibiskup                         |
| Král       | Fridrich II.                                                | 25. července 1215  | Cáchy                 | mohučský arcibiskup                         |
| Císař      | Fridrich II.                                                | 22. listopadu 1220 | Řím                   | papež Honorius III.                         |
| Královna   | Markéta Babenberská manželka Jindřicha (VII.)               | 28. března 1227    | Cáchy                 |                                             |
| Král       | Vilém II. Holandský                                         | 1248               | Cáchy                 |                                             |
| Král       | Richard Cornwallský                                         | 17. května 1257    | Cáchy                 |                                             |
| Královna   | Sancha Provensálská manželka Richarda Cornwallského         | 17. května 1257    | Cáchy                 |                                             |
| Král       | Rudolf I. Habsburský                                        | 24. října 1273     | Cáchy                 |                                             |
| Královna   | Gertruda z Hohenbergu manželka Rudolfa Habsburského         | 24. října 1273     | Cáchy                 |                                             |
| Král       | Adolf Nasavský                                              | 24. června 1292    | Cáchy                 |                                             |
| Královna   | Imagina z Limburgu manželka Adolfa Nasavského               | 24. června 1292    | Cáchy                 |                                             |
| Král       | Albrecht I. Habsburský                                      | 24. srpna 1298     | Cáchy                 |                                             |
| Král       | Jindřich VII. Lucemburský                                   | 6. ledna 1309      | Cáchy                 |                                             |
| Královna   | Markéta Brabantská manželka Jindřicha VII. Lucemburského    | 6. ledna 1309      | Cáchy                 |                                             |
| Císař      | Jindřich VII. Lucemburský                                   | 29. června 1312    | Řím                   |                                             |
| Král       | Fridrich Sličný Habsburský                                  | 25. listopadu 1314 | Bonn                  | kolínský arcibiskup                         |
| Král       | Ludvík IV. Bavor                                            | 25. listopadu 1314 | Cáchy                 | mohučský arcibiskup                         |
| Královna   | Beatrix Svídnická manželka Ludvíka IV. Bavora               | 25. listopadu 1314 | Cáchy                 | mohučský arcibiskup                         |
| Císař      | Ludvík IV. Bavor                                            | 17. ledna 1328     | Řím                   |                                             |
| Král       | Karel IV.                                                   | 26. listopadu 1346 | Bonn                  |                                             |
| Král       | Karel IV.                                                   | 25. července 1349  | Cáchy                 | trevírský arcibiskup Balduin Lucemburský    |
| Královna   | Anna Falcká manželka Karla IV.                              | 26. července 1349  | Cáchy                 | trevírský arcibiskup Balduin Lucemburský    |
| Královna   | Anna Svídnická manželka Karla IV.                           | 9. února 1354      | Cáchy                 |                                             |
| Císař      | Karel IV.                                                   | 5. dubna 1355      | Řím                   |                                             |
| Císařovna  | Anna Svídnická manželka Karla IV.                           | 5. dubna 1355      | Řím                   |                                             |
| Císařovna  | Alžběta Pomořanská manželka Karla IV.                       | 1. listopadu 1368  | Řím                   | papež Urban V.                              |
| Král       | Václav Lucemburský                                          | 6. července 1376   | Cáchy                 |                                             |
| Královna   | Johana Bavorská manželka Václava IV.                        | 6. července 1376   | Cáchy                 |                                             |
| Král       | Ruprecht Falcký                                             | 0. ledna 1401      | Kolín nad Rýnem       | kolínský arcibiskup                         |
| Král       | Zikmund Lucemburský                                         | 8. listopadu 1414  | Cáchy                 |                                             |
| Královna   | Barbora Celjská manželka Zikunda Lucemburského              | 8. listopadu 1414  | Cáchy                 |                                             |
| Císař      | Zikmund Lucemburský                                         | 31. května 1433    | Řím                   | papež Evžen IV.                             |
| Král       | Fridrich III. Habsburský                                    | 17. června 1442    | Cáchy                 |                                             |
| Císař      | Fridrich III. Habsburský                                    | 16. března 1452    | Řím                   | papež Mikuláš V.                            |
| Císařovna  | Eleonora Portugalská manželka Fridricha III.                | 19. března 1452    | Řím                   |                                             |
| Král       | Maxmilián I. Habsburský                                     | 9. dubna 1486      | Cáchy                 |                                             |
| Císař*     | Karel V.                                                    | 23. října 1520     | Cáchy                 |                                             |
| Císař      | Karel V.                                                    | 24. února 1530     | Bologna               | papež Klement VII.                          |
| Král       | Ferdinand I. Habsburský                                     | 11. ledna 1531     | Cáchy                 | kolínský arcibiskup                         |
| Císař*     | Maxmilián II. Habsburský                                    | 14. května 1562    | Frankfurt nad Mohanem |                                             |
| Císař*     | Rudolf II.                                                  | 1. listopadu 1575  | Řezno                 |                                             |
| Císař*     | Matyáš Habsburský                                           | 25. června 1612    | Frankfurt nad Mohanem |                                             |
| Císařovna* | Anna Tyrolská manželka Matyáše                              | 26. června 1612    | Frankfurt nad Mohanem |                                             |
| Císař*     | Ferdinand II. Štýrský                                       | 9. září 1619       | Frankfurt nad Mohanem |                                             |
| Císařovna* | Eleonora Gonzagová manželka Ferdinanda II.                  | 7. listopadu 1630  | Řezno                 |                                             |
| Císař*     | Ferdinand III. Habsburský                                   | 30. prosince 1636  | Řezno                 |                                             |
| Císařovna* | Marie Anna Španělská první manželka Ferdinanda III.         | 7. ledna 1637      | Řezno                 |                                             |
| Císařovna* | Eleonora Magdalena Gonzagová třetí manželka Ferdinanda III. | 4. srpna 1653      | Řezno                 |                                             |
| Císař*     | Leopold I.                                                  | 1. srpna 1658      | Frankfurt nad Mohanem |                                             |
| Císař*     | Josef I.                                                    | 26. ledna 1690     | Augsburg              |                                             |
| Císař*     | Karel VI.                                                   | 22. prosince 1711  | Frankfurt nad Mohanem |                                             |
| Císař*     | Karel VII. Bavorský                                         | 12. února 1742     | Frankfurt nad Mohanem | kolínský arcibiskup Klement August Bavorský |
| Císařovna* | Marie Amálie Habsburská manželka Karla VII.                 | 8. března 1742     | Frankfurt nad Mohanem | kolínský arcibiskup Klement August          |
| Císař*     | František I. Lotrinský                                      | 4. října 1745      | Frankfurt nad Mohanem |                                             |
| Císař*     | Josef II.                                                   | 3. dubna 1764      | Frankfurt nad Mohanem |                                             |
| Císař*     | Leopold II.                                                 | 9. října 1790      | Frankfurt nad Mohanem |                                             |
| Císař*     | František II.                                               | 14. července 1792  | Frankfurt nad Mohanem |                                             |

* Hvězdička znamená, že daný panovník ve skutečnosti nebyl korunovaným římským císařem, ale po korunovaci či po faktickém nástupu na trůn užíval titul "zvolený císař římský".